# 聖母を描く聖ルカ

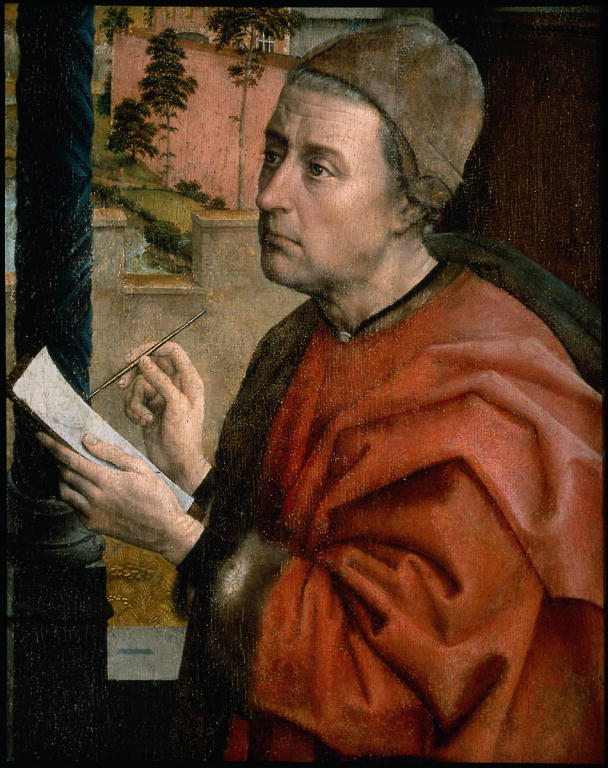
聖ルカの拡大画像。ファン・デル・ウェイデンの自画像ではないかと考えられており、聖母マリアに比べてより写実的に描かれている。

『聖母を描く聖ルカ』（せいぼをえがくせいルカ（英: Saint Luke Drawing the Virgin））は、初期フランドル派の画家ロヒール・ファン・デル・ウェイデンが描いた絵画。芸術家の守護聖人ルカが幼児キリストを抱く聖母マリアを描いている場面が描かれており、ブリュッセルの芸術家ギルド聖ルカ組合のために1435年から1440年にかけて制作した作品である。オーク板に油彩とテンペラで描かれた板絵で、絵画の師であるロベルト・カンピンのもとでの修行を終えた後に、ブリュッセルの公式画家に任命された当初の作品の一つと考えられている。この作品を所蔵するボストン美術館は、「アメリカ合衆国に存在する北ヨーロッパ絵画でもっとも重要な作品である」と位置づけている。
ファン・デル・ウェイデンは、この作品に多くの宗教的寓意を内包させている。聖母マリアの座る椅子の肘掛には、アダムとイヴの堕罪 (en:Fall of Man) の彫刻が表現されているが、これはマリアとキリストが贖罪で果たす役割の象徴である。マリアはダマスク織の天蓋の下に座っているが、実際に座っている場所は玉座ではなく足を置くステップで、これはマリアの謙虚さを表している。画面最右部の小部屋には、ルカを象徴する膝を折った雄牛と、ルカが書いたとされる福音書がページを開いた状態で描かれている。背景のロッジアの「閉ざされた庭 (en:hortus conclusus)」は、聖母の純潔を意味している。また、ファン・デル・ウェイデンは聖母子を極度に理想化せずに実在の人間らしく描写している。さらに、聖人の頭上に通常描かれる光の輪である円光がない、くつろいだ雰囲気の空間として描かれているなど、当時の写実主義の影響を受けていることが見て取れる。

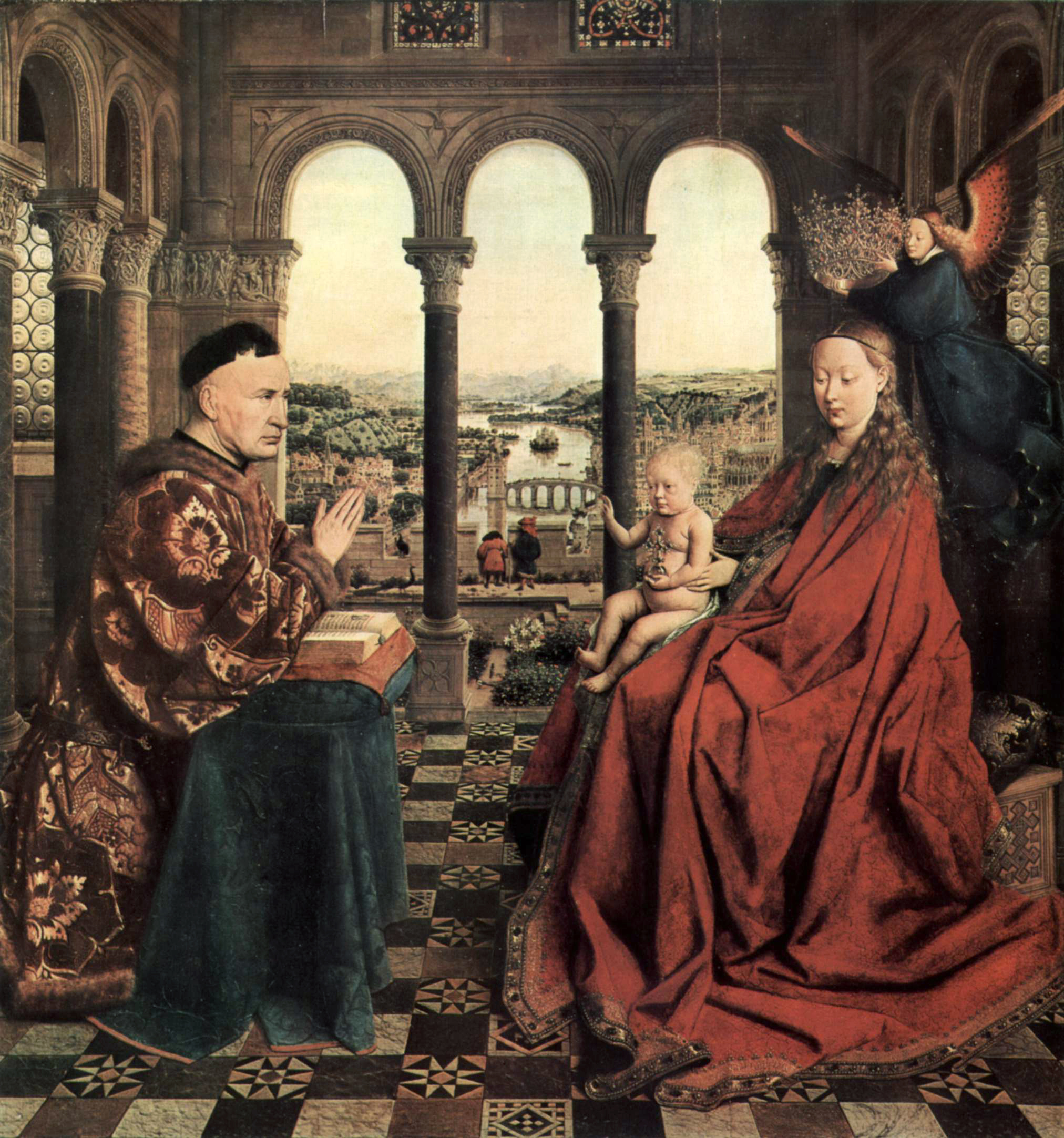
ヤン・ファン・エイクが1435年ごろ描いた『宰相ロランの聖母』。
ルーヴル美術館（パリ）所蔵。

『聖母を描く聖ルカ』は、同じく初期フランドル派の画家ヤン・ファン・エイクが1435年ごろに描いた絵画『宰相ロランの聖母』をもとにしている。ファン・デル・ウェイデンのアプローチは正統的なものとなっており、ルカが聖母を銀筆で描いている様子など、ファン・デル・ウェイデンが専門的技量を有していたことをうかがわせる。銀筆は高度な技術が必要な道具で、ファン・デル・ウェイデン自身の技量と自信とを物語っているのである。ルネサンス美術において「聖母（子）を描く聖ルカ」というモチーフは、この作品とよく似ているロベルト・カンピンの祭壇画とともにこの『聖母を描く聖ルカ』が嚆矢となっている。
この作品に描かれているルカはファン・デル・ウェイデンの自画像ではないかと考えられている。これは芸術家がときおり用いる手法で、自身の作品の登場人物の顔として自画像を描くことによって、画業が自身の天職であることを宣言し、さらに芸術の守護聖人との一体感を示すという意味があった。
ヤン・ファン・エイクの『宰相ロランの聖母』と同様に、『聖母を描く聖ルカ』にも橋にもたれかかる二人の人物が遠景に描かれている。この二人の人物が特定の誰かを描いているのかについては諸説あるが、マリアの父母である聖ヨアキムと聖アンナとする説がある。どちらの人物もモチーフに描かれている聖母子と聖ルカには背を向けており、このことは二人の人物が聖ルカとこの作品を観る者よりも超然とした立場にいることを示唆している。
『聖母を描く聖ルカ』が絵画界に与えた影響は広範囲に及ぶものだった。一部の学者が唱えているようにこの作品がブリュッセルの聖ルカ組合の礼拝堂にあったのだとすれば、多くの芸術家たちが目にすることができ、模写をすることが可能だったと考えられる。『聖母を描く聖ルカ』には複数の複製画が存在し、長きにわたってどの作品がファン・デル・ウェイデンの真作であるのかが明確にはなっていなかった。ミュンヘンのアルテ・ピナコテーク（1483年ごろ）、サンクトペテルブルクのエルミタージュ美術館（1475年 - 1500年ごろ）、ブルッヘのグルーニング美術館（制作年不明）に『聖母を描く聖ルカ』を模写した複製画が所蔵されている。また、裁断された断片、あるいは一部を模写した複製画が、ブリュッセル、カッセル、バリャドリッド、バルセロナに残っている。
20世紀初頭には複数の美術史家が、ファン・デル・ウェイデンが描いたオリジナルの『聖母を描く聖ルカ』はおそらく既に失われており、現存するものはすべて複製画であるとする学説を唱えていた。しかしながら、赤外線リフレクトグラムによる調査で、ボストン美術館所蔵の『聖母を描く聖ルカ』には他の作品に見られない固有の下絵が発見され、ボストン美術館の作品こそがファン・デル・ウェイデンの真作であると認定された。これら赤外線による調査で、『聖母を描く聖ルカ』にも当初はヤン・ファン・エイクの『宰相ロランの聖母』と同じく聖母に戴冠する天使の姿が描かれていたが、完成した作品からは除去されていることが明らかになっている。当初、この作品の制作年度は1450年ごろではないかと推測されていたが、現代の美術史家たちの意見はファン・デル・ウェイデンの画家としてのキャリア初期の1435年から1440年ごろだろうという見解に落ち着きつつある。
『聖母を描く聖ルカ』は著名な作品で、多くの複製画が残っているにもかかわらず、19世紀までの来歴はほとんど残っていない。スペイン王カルロス3世の甥の子息にあたる、ポルトガル王子・スペイン王子セバスティアン・ガブリエルのコレクションに含まれているという1835年の記録がある。セバスティアン・ガブリエルは自身も芸術に精通した人物で、ドイツ人芸術家ルーカス・ファン・レイデン (en:Lucas van Leyden) の作品目録を制作したほか、最初期の美術品修復家ともみなされている。
『聖母を描く聖ルカ』に大規模な洗浄修復が実施されたのは1932年のことで、これまで少なくとも4回にわたって修復作業が行われている。もともとの保存状態は非常に悪く、縁部分も画肌部分もかなりの損傷を受けていた。
『聖母を描く聖ルカ』は1889年にニューヨークで開かれたオークションで、ボストン交響楽団の創設者として知られるヘンリー・リー・ヒギンスン (en:Henry Lee Higginson) が落札し、その後1893年にボストン美術館に寄贈された。ボストン美術館は1989年に「芸術の背景 - ロヒール・ファン・デル・ウェイデン『聖母を描く聖ルカ』」という特別展覧会を開催している。